# كاسي بيرمان
كاسي بيرمان (بالإنجليزية: Cassie Berman)‏ هي موسيقية أمريكية، ولدت في 1975.

## وصلات خارجية
- كاسي بيرمان على موقع IMDb (الإنجليزية)
- كاسي بيرمان على موقع ميوزك برينز (الإنجليزية)
- كاسي بيرمان على موقع ديسكوغز (الإنجليزية)
- كاسي بيرمان على موقع ديسكوغز (الإنجليزية)